# Hans Robertz
Hans Robertz (* 9. Dezember 1925 in Mülheim an der Ruhr; † 26. April 2005) war ein deutscher Politiker der FDP.

## Ausbildung und Beruf
Hans Robertz besuchte die Volksschule. Danach wurde er ab 1940 Bundesbahnbediensteter als Junghelfer. Seit 1953 war er Bundesbahnbeamter.

## Politik
Hans Robertz war seit 1955 Mitglied der FDP. Ab 1970 war er Vorsitzender des Kreisverbandes Mülheim-Ruhr. Mitglied des Landesvorstandes Nordrhein-Westfalen wurde er 1972. Ab 1974 fungierte er als Vorsitzender des Bezirksverbandes Ruhr-West. Im Jahre 1961 wurde er Stadtverordneter in Mülheim a. d. Ruhr und ab 1964 Fraktionsvorsitzender der FDP im Rat der Stadt. Als Mitglied der Landschaftsversammlung Rheinland war Robertz ab 1965 tätig. Vorsitzender der FDP-Fraktion Rheinland wurde er 1972.
In der Gewerkschaft der Bundesbahnbeamten im Beamtenbund (GdBA) war er ab 1950 Mitglied.
Hans Robertz war vom 28. Mai 1975 bis zum 28. Mai 1980 Mitglied des 8. Landtages von Nordrhein-Westfalen, in den er über die Landesliste einzog.